# Toussiana (departamento)
Toussiana é um departamento ou comuna da província de Houet no Burkina Faso. A sua capital é Toussiana.
Em 1 de julho de 2018 tinha uma população estimada em 24193 habitantes.